# Оглоблин, Александр Алексеевич
Александр Алексеевич Оглоблин (Alejandro A. Ogloblin; 29 июля 1891 года, Самарканд — 18 сентября 1967 года, Буэнос-Айрес) — энтомолог русского происхождения, работавший в Аргентине. Профессор зоологии Университета Буэнос-Айреса, директор Института исследования саранчи (1937). Президент Аргентинской ассоциации по развитию науки (1950).

## Биография
Александр Оглоблин родился (Российская империя). Он окончил классическую гимназию в Полтаве и университет Св. Владимира в Киеве. В студенческие годы летом работал в Энтомологическом отделе Полтавской сельскохозяйственной опытной станции. Во время гражданской войны А. Оглоблин эмигрировал в Турцию, а оттуда — в Чехословакию. В Карловом университет (Прага) он защитил диссертацию (PhD) по зоологии.
Оглоблин работал ассистентом Энтомологического отдела Национальном музее Праги, под руководством Яна Обенбергер и участвовал в заседаниях зоологического семинария М. М. Новикова. Летом 1925—1927 годов он по поручению Бюро энтомологии United States Department of Agriculture (USDA) изучал паразитов вредных насекомых — непарного шелкопряда и кукурузного мотылька. Не имея возможности стабильно заниматься энтомологией в Европе Оглоблин принял предложение министерства сельского хозяйства Аргентины и 19 января 1928 отправился за океан.
В Аргентине он занял должность энтомолога агрономической станции вблизи Лорето, где занимался вредителями местных сельскохозяйственных растений — мате, риса, табака, цитрусовых. В свои первые годы пребывания в Аргентине Оглоблин сотрудничал с крупным специалистом по муравьям и термитам К. Брухом (C.Bruch, 1869—1943). Именно Оглоблин позднее познакомил Бруха с известным советским и украинским мирмекологом В.А.Караваевым (1864—1939), с которым он сам познакомился ещё в 1919 году будучи в Киеве. Параллельно Оглоблин занимался фундаментальной энтомологией, хотя начальство косо смотрело на занятия «чистой наукой». В те годы Аргентина страдала от периодических нашествий саранчи. В 1937 г. Оглоблину было предложено возглавить новый Институт исследования саранчи и семья переехала в Буэнос-Айрес.
Впоследствии параллельно занимал должность профессора зоологии в столичном университете (1939—1950) и продолжал энтомологические исследования как систематик. В 1943—1944 гг. он получил стипендию Колледжа штата Айова, США и изучал энтомологические коллекции в Национальном музее в Вашингтоне. Собирая полевой научный материал, он немало ездил по Южной Америке. В частности, в 1950-х годах он собирал насекомых на архипелаге Хуан-Фернандес.
Ученый был членом Американского (с 1944) и Русского (предположительно с 1927) Энтомологических обществ, Аргентинской ассоциации естественных наук, возглавлял Аргентинскую ассоциацию по развитию науки (1950).
Умер 18 сентября 1967 в Буэнос-Айресе. Вместе с женой Валентиной они воспитали трёх дочерей
В честь ученого названо три рода:
- Oglobinia Canals 1933 (Opiliones)
- Alexogloblinia Cortés 1944 (Diptera)
- Ogloblinisca Hedqvist 1968 (Hymenoptera)

## Некоторые труды
Описал 53 новых рода перепончатокрылых из семейства Mymaridae (Hymenoptera).
- Ogloblin, Alejandro A. Dos Mymaridae nuevos de Misiones (Hym.) // Revista de Entomologia (Brasil), 1940, v. 11, № 1-2, p. 597—603.
- Ogloblin, A. Reacciones patológicas de los acridios atacados por Aspergillus parasiticus //RAA, 1943, v. 10, # 3, p. 256—267.
- Ogloblin, A. Nota sinonímica sobre un presunto acridio chileno. 1943. — 149 pp.
- Ogloblin, A. Descriptions of new genera and species of Mymaridae. 1946. Iowa State Coll. Journ. of Science. 20 (3): 277-295.
- Ogloblin, A. Descripción de dos géneros nuevos de Paracolletini argentinos: (Colletidae, Apoidea, Hymenoptera). 1948. — 182 pp.
- Ogloblin, A. Un nuevo género de Mymaridae de la región neotrópica. 1949. — 365 pp.
- Ogloblin, A. , Revista Chilena Entomología, vol. 2, pp. 119–138, 1952.
- Ogloblin, A. Un nuevo genero Chileno patagónico de la familia Diapriidae (Hymenoptera) Архивная копия от 19 октября 2016 на Wayback Machine, Revista Chilena Entomología, vol. 3, pp. 69–73, 1953.
- Ogloblin, A. Los Insectos de las Islas Juan Fernández. 14. Bethylidae y Dryinidae (Hymenoptera) Архивная копия от 19 октября 2016 на Wayback Machine, Revista Chilena Entomología, vol. 3, pp. 101–115, 1953.
- Ogloblin, A. Los Insectos de las Islas Juan Fernández. 35. Mymaridae, Ceraphronidae, Diapriidae y Scelionidae (Hymenoptera) Архивная копия от 19 октября 2016 на Wayback Machine, Revista Chilena Entomología, vol. 5, pp. 413–444, 1957.